# Örkelljunga socken
Örkelljunga socken i Skåne ingick i Norra Åsbo härad, ingår sedan 1971 i Örkelljunga kommun och motsvarar från 2016 Örkelljunga distrikt.
Socknens areal är 159,48 kvadratkilometer varav 154,31 land. År 2000 fanns här 6 781 invånare. Tätorten Åsljunga och huvuddelen av tätorten Örkelljunga med sockenkyrkan Örkelljunga kyrka  ligger i socknen.

## Administrativ historik
Socknen har medeltida ursprung. 1949 överfördes en del, Boalt, från Hishults socken.
Vid kommunreformen 1862 övergick socknens ansvar för de kyrkliga frågorna till Örkelljunga församling och för de borgerliga frågorna bildades Örkelljunga landskommun. Landskommunen utökades 1952 och uppgick 1971 i Örkelljunga kommun.
1 januari 2016 inrättades distriktet Örkelljunga, med samma omfattning som församlingen hade 1999/2000.
Socknen har tillhört län, fögderier, tingslag och domsagor enligt vad som beskrivs i artikeln Norra Åsbo härad. De indelta soldaterna tillhörde Norra skånska infanteriregementet, Norra Åsbo kompani och Skånska husarregementet, Silvåkra skvadron, Överstelöjtnantens kompani.

## Geografi
Örkelljunga socken ligger öster om Ängelholm kring Pinnån och sjöar i dess dalgång och med Hallandsåsen i väster. Socknen består av mindre odlingsbygder som omges av en småkuperad skogsbygd.

## Fornlämningar
Från stenåldern finns cirka tio boplatser.

## Namnet
Namnet skrevs 1307 Öthknälyung och kommer från kyrkbyn. Efterleden innehåller ljung, 'ljunghed'. Förleden innehåller öthkn, 'ödemark'..